# Паландокен
Паландокен (тур. Palandöken Dağı) — гора в Турции, к югу от Эрзурума (в 4 км). На южных склонах горы протекает река Аракс. Высота горы — 3271 метр. Гора примыкает к массиву Деве-Бойну. На горе расположен горнолыжный курорт, который был одной из баз Зимней Универсиады 2011.